# WOMAD
WOMAD (siglas de World Of Music, Arts & Dance) es un festival cultural organizado por la organización mundial WOMAD en el que se incluyen música popular, música étnica, artesanía y otras actividades lúdicas. En España, se celebra en la ciudad de Cáceres desde el año 1992. También se celebró en Las Palmas, desde 1993 hasta el 2012, retomandose en 2017 y en Fuerteventura, desde 2014 a 2016.

## Historia
La idea de crear WOMAD partió de Peter Gabriel: "el puro entusiasmo por la música de todas partes del mundo nos condujo al concepto de WOMAD en 1980 y de allí, al primer festival de WOMAD en 1982". Los festivales, celebrados en distintos lugares del mundo, han dado a conocer a numerosos artistas a un público internacional. Los festivales han hecho posible que muchos públicos distintos hayan podido hacerse una idea de lo que son culturas diferentes por el hecho de disfrutar de la música. Como afirma el propio Peter Gabriel, "la música es un idioma universal que reúne a la gente y demuestra, tanto como cualquier otra cosa, la estupidez del racismo".
WOMAD, como organización, trabaja asimismo en otros campos, aunque los objetivos no han cambiado. A través de festivales, actuaciones, discos y proyectos educativos, aspiran a divertir, informar y despertar al público al valor y a las posibilidades de una sociedad multicultural. Las actividades de WOMAD se han basado siempre en estos objetivos, cuya aspiración máxima es crear un territorio cultural nuevo, y crear una visión propia de la diversidad musical.
Desde 1988, los festivales empezaron a presentarse internacionalmente, con actuaciones de fines de semana en Dinamarca y Canadá. Desde entonces, la imagen mundial ha crecido rápidamente, incluyendo actuaciones en Australia y cada año en Estados Unidos, Japón, España y otros países de Europa, tanto como en el Reino Unido. Llevando a la práctica su filosofía, el Festival WOMAD se desarrolla en lugares distantes y heterogéneos, desde Nueva Zelanda hasta Canarias, Venecia o Sudáfrica.
Un festival dura, normalmente, un fin de semana y su carácter es familiar, activo y diverso con actuaciones en dos y, en ocasiones, tres escenarios. Además de estas actuaciones, WOMAD organiza talleres en los que puede participar el público, atracciones para niños y sesiones de música y baile que dan la oportunidad de conocer a las personas que asisten a diversos artistas visitantes. El concepto de grupos estelares y secundarios no existe. El festival es, simplemente, una gala de artistas convocados y reunidos de todas partes del mundo.
La Fundación WOMAD fue establecida como institución benéfica en 1983. El objetivo instituido de la Fundación es "promocionar, mantener, mejorar e incentivar la educación de las culturas del mundo y la educación multicultural". A lo largo del año, la Fundación WOMAD organiza talleres educativos en colegios y centros sociales, preparando así el terreno para un punto de vista más tolerante y comprensivo del mundo fuera de las aulas.
Junto con la mayor editorial educativa del Reino Unido, Heinemann Educational, la Fundación WOMAD ha lanzado un sistema innovador para las escuelas, llamado "Explorando la música del mundo". Los paquetes informativos combinan textos educativos e ilustrados, proyectos prácticos, apuntes de enseñanza para profesores y música grabada que presenta y explica la música de estas culturas tan diferentes, así la serie comprende varios ejemplares como la Música de África del Oeste, la Música del Caribe, la Música de Indonesia, etc.

## Localizaciones

### WOMAD Cáceres
El Festival Womad de Cáceres que lleva celebrándose desde 1992, tiene varias particularidades respecto a otros festivales del mundo. Una de sus máximas señas de identidad es sin duda el lugar donde se celebran los talleres y otras actividades: al aire libre y en las diversas plazas de la Ciudad Medieval y Monumental, declarada Patrimonio de la Humanidad por la Unesco.
Los talleres cerrados se celebran en el interior de los palacios y casas antiguas de la Ciudad Monumental y los abiertos en las diferentes plazas y calles.
Se ha convertido en uno de los acontecimientos culturales más importantes de Extremadura y uno de los festivales más completos y concurridos de España. El número de espectadores ha aumentado de forma espectacular en las últimas ediciones. El año 1999 congregó a casi 100.000 personas.[cita requerida]

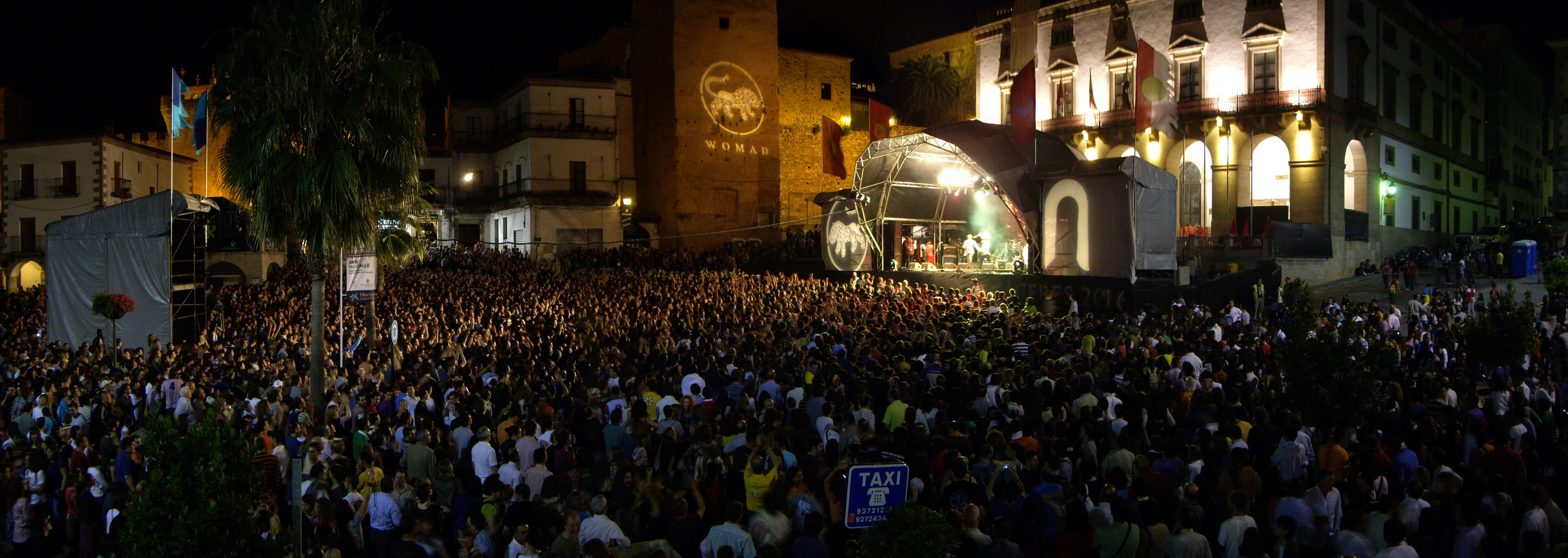
Panorámica de la Plaza Mayor de Cáceres durante la celebración del WOMAD 2009.

Por la organización de los actos contra el racismo, en particular, donde se vio implicada toda la ciudad, y por la organización del Festival Womad 1997, el Consorcio Gran Teatro fue reconocido con el Premio Nacional 1999 a la Solidaridad y Sensibilización contra el racismo que otorga Comisiones Obreras y otras instituciones europeas en pro de la tolerancia y la solidaridad. 
En el año 2002 se galardonó, asimismo, desde la Asociación de Derechos Humanos de Extremadura con el PREMIO 'TOLERANCIA' al Consorcio Gran Teatro por los valores de integración de culturas y la filosofía de convivencia que propugna el Festival WOMAD. Para la edición de 2013, volvieron a aistir miles de personas, a un festival de cuatro días, en los que participaron 17 grupos o artistas de los cinco continentes.
En 2016 se celebró su decimoquinta edición con gran afluencia de público en la Plaza Mayor de Cáceres.
Por otro lado, se cuestiona la imagen del festival en Cáceres, por el hecho de permitir botellón en los conciertos, el cual la mayoría de los jóvenes pasa a ver los conciertos con botellas y garrafas de plástico llenas de bebidas alcohólicas. Asimismo, los vecinos que viven alrededor de la Plaza Mayor y de la Ciudad Monumental han pedido al Ayuntamiento más solidaridad y menos suciedad por parte de los congregados a los conciertos, cosa que no lo han conseguido, quienes tienen que marcharse de sus casas, durante el período que duran el festival, para evitar el ruido y los olores a suciedad y orina de la calle. Además, tenderos de alrededor de la Plaza Mayor han sufrido destrozos en sus tiendas, como cristales rotos y orina en las paredes de las tiendas, a causa del botellón del Festival, pidiendo al Ayuntamiento más control policial y la activación de las cámaras de seguridad en los períodos nocturnos o en algún evento, como el festival.
En 2020, la Junta de Extremadura y el Ayuntamiento de Cáceres decidieron la suspensión de la 29 edición del festival debido a la emergencia sanitaria causada por el COVID-19. El festival tenía prevista su celebración del 7 al 10 de mayo de 2020 y tras su suspensión celebraría su próxima edición en 2021, aunque tampoco se pudo celebrar dicho año debido a la duración de esta pandemia.
A finales de 2021 la organización anunció oficialmente que el festival regresaría con su 29 edición del festival en el mes de mayo del próximo año 2022.

### WOMAD Las Palmas de Gran Canaria
Desde el año 1993 hasta el 2012 se desarrolló cada noviembre este festival en la ciudad de Las Palmas de Gran Canaria. Casi todas las ediciones tuvieron lugar en los diferentes escenarios, talleres y puestos de artesanía sitos en el Parque de Santa Catalina. Los primeros festivales ocuparon la cercana Playa de las Canteras.
Las últimas ediciones estuvieron orientadas principalmente a la música y artes del continente africano, no siendo esto óbice para la presencia de artistas del mundo entero.
Tras la edición de 2012, el ayuntamiento decidió suspender el festival, debido a los pocos apoyos recibidos, pero no descartó retomarlo en un futuro.

#### Periplo en Fuerteventura
En 2014 se retomó el festival trasladándose de isla, para clebrarse en Gran Tarajal (Fuerteventura). En 2017 y después de tres ediciones, la organización decide cancelar el evento.

#### Regreso a Las Palmas de Gran Canaria
El 4 de agosto de 2017 el Ayuntamiento de Las Palmas de Gran Canaria, Cabildo de Gran Canaria y la directora Dania Dévora  anunciaron el regreso del festival a Las Palmas de Gran Canaria.

### WOMAD UK
Desde el año 2007 se desarrolla, en el Reino Unido, este festival durante el mes de julio. Charlton Park acoge lo que se considera el sucesor de WOMAD Reading, que se celebró en la ciudad de Reading desde 1990 a 2006. Este es festival no es gratuito.

### WOMAD Chile
En 2015 se celebró el WOMAD Chile en Santiago, siendo la primera vez que tuvo lugar en Sudamérica. Desde entonces ha venido celebrándose en la Plaza de La Paz de la comuna de Recoleta. Por él han pasado artistas chilenos y de todo el mundo, siempre bajo el criterio de la multiculturalidad.

### Otras
- WOMADelaide, Adelaida,  Australia
- WOMAD New Plymouth, Taranaki,  Nueva Zelanda
- WOMAD Abu Dhabi, Abu Dhabi,  Emiratos Árabes Unidos
- WOMAD Sicily, Sicilia,  Italia